# Superintendência de Polícia Técnico-Científica (Tocantins)
A Superintendência da Polícia Técnico-Científica é o Departamento Técnico-Científico do Estado de Tocantins. Tem como função coordenar as atividades desenvolvidas pelas perícias criminais do estado através dos seus respectivos órgãos. É desvinculado da Polícia Civil.
A Polícia Científica de Tocantins é subordinada diretamente à Secretaria de Segurança Pública e trabalha em estreita cooperação com as demais polícias estaduais.
A Polícia Científica de Tocantins administra três órgãos:
- Instituto de Criminalística (IC)
- Instituto de Identificação (II)
- Instituto Médico-Legal (IML)